# Modesta Bor
Modesta Bor (Juan Griego, Illa Margarita, 15 de juny de 1926 - Mèrida, 8 d'abril de 1998), fou una compositora veneçolana de gran rellevància, brillant pianista de talla mundial i directora coral.

## Biografia
Modesta Bor va néixer a Juan Griego, el 15 de juny de 1926, formant part d'una família amb nocions musicals. Els seu pare, Armando Bor, tocava la guitarra i el cuatro; els seus oncles, Nicolás i Leandro, la mandolina i el violí respectivament, i les seves cosines la guitarra i el cuatro. Va ser en el seu poble natal on Modesta va rebre classes de Teoria i Solfeig musical a càrrec de Luís Manuel Gutiérrez, i classes de piano amb Alicia Caraballo Reyes. L'any 1942 viatjà a Caracas per continuar amb els seus estudis musicals a l'Escola Superior de Música "José Ángel Lamas", on cursà Teoria i Solfeig Musical amb Maria de Lourdes Rotundo, piano amb Elena de Arrarte, Història de la Música i Estètica amb Juan Bautista Plaza, primer any d'Harmonia i Orquestració amb Antonio Estévez i segon any d'Harmonia, Contrapunt, Fuga i Composició en la càtedra del mestre Vicente Emilio Sojo.
Paral·lelament als seus estudis musicals, Modesta Bor va iniciar estudis en els camps de la musicologia i la docència. Entre 1948 i 1951 va treballar en el Servei d'Investigacions Folklòriques Nacionals, com a Cap del Departament de Musicologia. Posteriorment, va exercir la docència musical en diverses escoles primàries i secundàries de la capital, arribant fins i tot a dirigir el Cor de Nens de les Escoles Municipals de Caracas.
L'any 1951 es presentà a l'examen del seu desè curs de piano, però just aquell any, patí una malaltia a les mans i als peus que li va impedir fer el concert de grau, i hagué d'oblidar-se del seu somni de ser intèrpret de piano.
Després de retornar de l'Escola de Música, es dedicà completament a la composició i fou l'any 1960 que viatjà a Moscou, amb la idea de cursar els estudis de postgrau en el Conservatori Txaikovski. Després d'escoltar una de les seves obres en una audició privada, el conegut compositor Aram Khatxaturian l'acceptà a la seva càtedra de composició. Aquest mateix any 1960, Modesta Bor va viatjar a Copenhaguen, Dinamarca, per assistir a un Congrés Internacional de Joves Comunistes, representant el Partit Comunista de Veneçuela, on havia militat des de jove.
Durant la seva estada a Moscou, va estudiar Polifonia amb Sergei Skripov, Literatura Musical amb Natalia Fiodorova, Orquestració amb Dmitri Rogal-Lwitsky, Composició amb Khatxaturian i Rus amb Nina Vlasova. Modesta Bor va ser la primera dona veneçolana que va cursar estudis musicals de nivell de postgrau a l'exterior.
L'any 1962 començà a compondre la seva obra premiada Obertura per a orquestra. Entre el 1963 i el 1964 es traslladà a Lecheria, Estat Anzoátegui, per assumir la direcció del Cor de Nens de la Universitat d'Orient.
El 1964, novament a Caracas, treballà a l'Institut Nacional de Folklore, i poc després rebé el nomenament com a directora del Cor de Nens de l'Escola de Música "Juan Manuel Olivares", que estigué a càrrec seu durant 14 anys.
L'any 1966 fundà i dirigí el grup vocal Arpegio, conjunt de sis veus blanques amb el qual aprofità per fer divulgació d'antigues melodies infantils, de la polifonia culta i de la música popular i folklòrica veneçolana.
Entre l'any 1971 i 1973 dirigeix la Coral de la CANTV amb la qual va enregistrar dos discs de música coral veneçolana i internacional. El 1973 es feu càrrec de la Càtedra de Composició de l'Escola de Música de "José Lorenzo Llamozas", aquest càrrec el desenvolupà fins al 1990, sent així mestra d'un gran nombre de compositors i directors corals veneçolans actuals. Simultàniament, entre el 1974 i el 1989 va treballar com a cap del Departament de Música de la Direcció de Cultura de la Universitat Central de Veneçuela, on va fer un bon treball a favor de la formació musical de la població estudiantil veneçolana.
L'any 1982 va ser convidada per la Unió d'Escriptors i Artistes de Cuba (UNEAC) per participar en el Primer Festival Internacional de Música Contemporània de La Habana (1986) on es va interpretar la seva obra Concierto para piano y orquesta.
El 1990 es traslladà a la ciutat de Mèrida on es dedicà a la docència a l'Escola de Música de la Universitat dels Andes impartint un taller de Direcció de Cors Infantils; i el 1991 començà un taller d'Harmonia, amb l'objectiu de crear en un futur una càtedra estable de Composició.
Modesta Bor morí l'any 1998 a la ciutat de Mèrida.

## Síndrome de Guillain-Barré
Per a ella el piano era el seu univers, i dedicava moltes hores al seu estudi per convertir-se així en una gran intèrpret. Però just l'any abans de presentar-se a l'examen final de piano, es va trobar davant d'un repte molt dur, ja que patia un trastorn neurològic conegut com la Síndrome de Guillain-Barré o poliradiculoneuritis. És un trastorn que pateixen una de cada cent mil persones, i que va fer que quedés tetraplègica. El que li va passar fou que els seus músculs van perdre tonicitat i progressivament les seves extremitats es van anar atrofiant. A conseqüència d'això, va haver de passar molts dies i moltes nits al llit. En una entrevista al seu fill, Domingo Sánchez Bor, aquest afirmava que fins i tot les mans se li havien quedat tortes. Modesta, però, no es va donar per vençuda i després d'una llarga i dolorosa teràpia, va aconseguir recuperar-se, això sí, sense poder complir el seu somni de fer la carrera de pianista.

## Composició
Pel que fa a les seves composicions, podem observar que al llarg de la seva carrera va anar provant diversos tipus de peces:
Les primeres composicions de Modesta Bor daten de la dècada dels 50 i són de caràcter nacionalista. Cal tenir present que es tracta d'una època on no només a Veneçuela, sinó a tota Amèrica Llatina, hi ha presència del pensament de l'Escola Nacionalista Veneçolana.
Més tard, els seus estudis a Moscou li serviran per ampliar l'espectre cultural i estilístic. I el que intenta aconseguir amb les seves obres és trobar un llenguatge propi, contemporani i que vagi d'acord amb les noves tendències.
El 1970 va compondre una de les seves obres més importants: Genocidio. Aquesta obra va ser polèmica perquè contenia un missatge polític, de crítica social, cosa que li impedí d'obtenir el Premi Nacional de Música Simfònica. Malgrat això, l'any 1971 va ser estrenada i posteriorment enregistrada.
La dècada dels 70 va suposar el canvi més notable en el tema compositiu, ja que en aquell moment Modesta Bor inicia una recerca cap a l'atonalitat. Compon diverses obres atonals i deslligades de la tendència nacionalista. Hom diu però, que pot ser que no siguin peces atonals, ja que moltes d'elles segueixen les innovacions que va experimentar la música en el canvi del segle xix al XX.

## Obres

### Obres corals (veus mixtes)
- Aquí te amo - 1993 (text: Pablo Neruda)
- Arco Iris - 1956 (text: Manuel F. Rugeles)
- Bajaste del cielo con luz primosa - 1996 (text: Luis Mariano Rivera)
- Balada de la luna, luna - 1954 (text: Federico García Lorca)
- Barco de la media noche - 1982 (text: Augusto González Castro)
- Basta, Basta, Basta - 1981 (text: Sonia Sgambatti)
- Canción Lejana - 1950 (text: Modesta Bor)
- Canto a la vida - 1967 (text: Fernando Rodríguez)
- Canto de paz - 1969 (text: Carlos Augusto León)
- Con esta parrandita - 1986 (text: Modesta Bor)
- Dos canciones corales - 1962 (text: Andrés Eloy Blanco)
- En astibo de azules - 1996 (text: Francisco Lárez Granado)
- Es la mañana llena - 1996 (text: Pablo Neruda)
- Espectro Sonoro - 1995
- La Cabrita - 1956 (text: Manuel Felipe Rugeles)
- La mañana ajena - 1971 (text: Fernando Rodríguez)
- La palabra en la calle - 1990 (text: Mario Bendetti)
- Locertia - 1954 (text: Segundo Ignacio Ramos)
- Los tres reyes magos - 1986 (text: Popular Veneçolà)
- Manchas sonoras - 1975
- Mundo del hombre - s/d (text: José Eliseo López)
- Nana - s/d (text: Modesta Bor)
- Para mi corazón basta tu pecho - 1991 (text: Pablo Neruda)
- Parranda magariteña - s/d (text: Eduardo Serrano)
- Por un camino arenoso - 1986 (text: Efraín Subero)
- Prisma Sonoro - 1981
- Sin vinos ni hallacas - 1972 (text: Fernando ·Rodríguez)
- Son Venezolano - 1986 (text: Nicolás Guillén)
- Velero Mundo - 1969 (text: Francisco Lárez Granado)
- Velorio del Papá Montero - 1960 (text: Nicolás Guillén)

### Obres corals (veus blanques)
- A una niña - 1966 (text: Aquiles Nazoa)
- Árbol de canción - s/d (text: Fedrico García Lorca)
- Cantar de muschacho de piel de noche - 1982 (text: Julia Calzadilla)
- Coplas de cuna - 1982 (text: Emma Pérez)
- La Brisa - 1986 (text: Luis Beltrán Prieto F.)
- La perla insomne - 1996 (text: Efraín Subero)
- Los gallos - 1960 (text: Fernando Paz Castillo)
- Luna del malecón - 1996 (text: Efraín Subero)
- Mariposa del aire - 1960 (text: Fedrico García Lorca)
- Ribereñas - s/d (text: Fedrico García Lorca)
- Si vas deprisa - 1982 (text: Juan Ramón Jiménez)
- Tal vez mañana me vays - 1960 (text: Alberto Arvelo Torrealba)

### Música de cambra
- Acuarelas ara orquestra de cuerdas - 1986
- Cuarteto para cuerdas - s/d
- Imitación serial para cuerdas - 1974
- Movimiento para quinteto de metales - 1972
- Música para la obra de teatro infantil Redoblante - 1984
- Pequeño concierto para oboé y clave - s/d
- Rondó-Minueto - 1959
- Sonata para viola y piano - 1960
- Sonata para violín y piano - 1962
- Suite en tres movimientos - 1959
- Suite para Violoncelo y piano - 1961

### Música simfònica
- Genocidio (poema simfònic) - 1970
- Barcarola - 1959
- Concierto para piano y orquestra - 1983
- Danza - s/d
- Homenaje a Neruda - 1987
- Nocturno - s/d
- Obertura - 1963
- Variaciones Sinfónicas - 1960

### Simfònic - coral
- Eso era cuando Castro - s/d
- Cantata "Hiroshima" - s/d
- Cantata "Jugando a la sombra de una plaza vieja" - 1973
- Cantata "Necesitamos la paz" - s/d
- El Maiz (inclocusa) - 1994

### Piano
- Juangriego - 1954
- Sarcasmos - 1980
- Sueño - s/d
- Cuatro fugas para piano - 1974
- El colibrí - s/d
- Estudios para piano - s/d
- Marcha - s/d
- Pequeña danza - 1954
- Preludio y tocata - s/d
- Sonatina - s/d
- Suite Criolla (3 moviments) - 1954
- Suite infantil - 1961
- Tres piezas infantiles para piano - 1960
- Valse - 1954
- Variaciones para piano - 1989

### Veu i piano
- 3 canciones para mezzo-soprano y piano - 1970 (text: Fernando Rodríguez)
- Amanecer - 1957 (text: Francisco Lárez Granado)
- Canción - 1960 (text: José Moreno Villa)
- Canción de cuna para dormir a Albertico - 1986 (text: Modesta Bor)
- Canción de cuna para dormir a una negrito - 1965 (text: Emilio Ballagas)
- Canciones infantil - 1960 (text: varis autors)
- Coplas de la sed - s/d
- Cosquilla de bubute - 1956 (text: Yolanda Osuna)
- Dos canciones para tenor y piano - s/d (text: Andrés Eloy Blanco)
- Es la luz de tu presencia - 1991 (text: Argenis Rivera / Modesta Bor)
- La tarde - 1953
- Mi niño bonito - 1956 (text: Modesta Bor)
- Muchachas bajo la lluvia - s/d (text: Aquiles Nazoa)
- Primer ciclo de Romanzas - 1961 (text: Andrés Eloy Blanco)
- Resurrecciones - s/d (text: Pablo Neruda)
- Rojo - 1957 (text: Francisco Lárez Granado)
- Segundo ciclo de Romanzas - 1962 (text: Andrés Eloy Blanco)
- Topecito - 1956 (text: Yolanda Osuna)
- Tríptico sobre poesía cubana - 1966 (text: Nicolás Guillén)
- Un títere escondido - 1981 (text: Carlos León)[6][7]